# Transistor a emettitore comune

Circuito a emettitore comune NPN

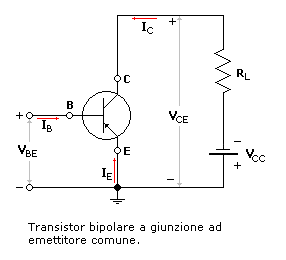
Transistor bjt nella configurazione ad emettitore comune

In elettronica, il transistor a emettitore comune è una configurazione del transistor a giunzione bipolare, usata comunemente come amplificatore. In tale dispositivo, l'emettitore è collegato direttamente a massa, mentre la base si trova alla tensione {\displaystyle V_{BE}}. La {\displaystyle V_{CC}} è la tensione di alimentazione del circuito ed {\displaystyle R_{L}} è la resistenza di carico. La giunzione di emettitore risulta polarizzata direttamente e quella di collettore inversamente, nella "regione attiva" del transistor.
Si nota che:
{\displaystyle (1)\,I_{C}=-\alpha _{F}I_{E}+I_{C0}\left(1-e^{\frac {V_{C}}{V_{T}}}\right)}
{\displaystyle (2)\,\,I_{B}=-I_{C}-I_{E}}
{\displaystyle (3)\,I_{C}=I_{C0}-\alpha I_{E}}
la corrente di collettore vale:
{\displaystyle I_{C}=I_{C0}-\alpha \cdot (-I_{B}-I_{C})=I_{C0}+\alpha I_{B}+\alpha I_{C}}
da cui, mettendo in evidenza {\displaystyle I_{C}}:
{\displaystyle I_{C}={\frac {I_{C0}}{1-\alpha }}+{\frac {\alpha I_{B}}{1-\alpha }}}
In generale si definisce {\displaystyle (4)\,\,\beta ={\frac {\alpha }{1-\alpha }}} detta "amplificazione per ampi segnali", e dunque:
{\displaystyle (5)\,I_{C}=(1+\beta )I_{C0}+\beta I_{B}}
che si può approssimare, sapendo che {\displaystyle I_{B}>>I_{C0}} allora il primo addendo si può trascurare:
{\displaystyle (5')\,I_{C}\simeq \beta I_{B}}
che dice come il transistor si comporta come amplificatore: una piccola variazione della corrente di base produce tramite il coefficiente {\displaystyle \beta }, una notevole variazione di corrente di collettore, poiché {\displaystyle 0,95\leq \alpha \leq 0,999} il coefficiente {\displaystyle \beta } è dell'ordine di {\displaystyle 10^{2}}. In questo senso il transistor è anche un generatore di corrente controllato in corrente (o anche controllato in tensione), per questa sua caratteristica.
In corrente continua l'amplificazione viene espressa anche come:
{\displaystyle h_{FE}=\beta _{dc}={\frac {I_{C}}{I_{B}}}\simeq \beta }
mentre per piccoli segnali si usa il modello ibrido nel quale l'amplificazione di corrente è:
{\displaystyle \beta '=h_{fe}=\left.{\frac {\partial I_{C}}{\partial I_{B}}}\right|_{V_{CE}=cost}}
Si prenda ora il caso del transistor nella "regione di interdizione" (giunzioni polarizzate entrambe inversamente): in questa regione non dovrebbe passare corrente, quindi dovrebbe essere la regione nella quale {\displaystyle I_{B}=0\rightarrow I_{C}=0}. Ma seguendo le equazioni (1) e (2) si vede che per {\displaystyle I_{B}=0} si ottiene:
{\displaystyle I_{C}=-I_{E}={\frac {I_{C0}}{1-\alpha }}=I_{CB0}}
cioè una corrente di saturazione inversa di collettore quando la base è a circuito aperto cioè non passa corrente {\displaystyle I_{B}=0} (da notare che è diversa da {\displaystyle I_{C0}}). Quindi non basta che la corrente di base sia nulla perché il transistor sia in interdizione (come si nota anche nel trattare la stessa zona in configurazione di base comune), c'è bisogno di un'ulteriore condizione cioè che: {\displaystyle I_{C}=-I_{C0}}, cioè applicando una tensione {\displaystyle V_{BE}\simeq 0,1\,V}, è possibile effettivamente annullare tutte le correnti.
Si prenda la "regione di saturazione": in questa regione entrambe le giunzioni sono polarizzate direttamente. In tale regione la corrente di collettore è indipendente dalla corrente di base, cioè qualsiasi valore della corrente di base non influisce sulla corrente di collettore.
Infine i ragionamenti fatti per la configurazione a collettore comune sono analoghi a quello a emettitore comune con le opportune variazioni di pedici nelle formule.

## Caratteristiche
Alle basse frequenze, usando il modello a Pi greco ibrido, si possono ricavare le seguenti caratteristiche a "piccolo segnale".
Le linee parallele indicano componenti in parallelo.
|                        | Definizione                                                                       | Espressione                                                                                                |
| ---------------------- | --------------------------------------------------------------------------------- | --- |
| Guadagno in tensione   | {\displaystyle A_{\text{v}}\triangleq {\frac {v_{\text{out}}}{v_{\text{in}}}}}    | {\displaystyle {\begin{matrix}-{\frac {\beta R_{\text{C}}}{r_{\pi }+(\beta +1)R_{\text{E}}}}\end{matrix}}} |
| Guadagno in corrente   | {\displaystyle A_{\text{i}}\triangleq {\frac {i_{\text{out}}}{i_{\text{in}}}}}    | {\displaystyle \beta }                                                                                     |
| Resistenza di ingresso | {\displaystyle r_{\text{in}}\triangleq {\frac {v_{\text{in}}}{i_{\text{in}}}}}    | {\displaystyle r_{\pi }+(\beta +1)R_{\text{E}}}                                                            |
| Resistenza di uscita   | {\displaystyle r_{\text{out}}\triangleq {\frac {v_{\text{out}}}{i_{\text{out}}}}} | {\displaystyle R_{\text{C}}}                                                                               |